# Santa Maria da Graça
Santa Maria da Graça (llamada oficialmente Setúbal (Santa Maria da Graça)) era una freguesia portuguesa del municipio de Setúbal, distrito de Setúbal.

## Historia
Santa Maria da Graça era la freguesia más antigua de la ciudad de Setúbal ya que la parroquia fue creada en el año 1248.
Fue suprimida el 28 de enero de 2013 en aplicación de una resolución de la Asamblea de la República portuguesa promulgada el 16 de enero de 2013 al unirse con las freguesias de Nossa Senhora da Anunciada y São Julião, formando la nueva freguesia de Setúbal (São Julião, Nossa Senhora da Anunciada e Santa Maria da Graça).